# Денніс Квейд
Денніс Вільям Квейд (англ. Dennis William Quaid, нар. 9 квітня 1954 року) — американський кіно- та телеактор. Став відомий у 1980-х після участі в кількох успішних фільмах, відтоді зробив кар'єру провідного голлівудського актора. Його популярність зросла в 1990-х після того, як він поборов пристрасть до наркотиків і розлади харчової поведінки. Номінувався на премію «Золотий глобус» (2010) та «Еммі» (2003, 2011).

## Життєпис
Денніс Куейд народився 9 квітня 1954 в місті Х'юстон (штат Техас, США) в родині електрика Вільяма Руді Квейда і агента з продажу нерухомості Хуаніти Квейд. Старший брат Денніса, Ренді Квейд, також актор. Денніс закінчив школу в Беллейр (англ.  Bellaire High School) і вивчав театральне мистецтво в університеті Х'юстона, однак навчання не закінчив і кинув інститут. Корбетт Так, кузина Денніса, також є актрисою.

## Кар'єра
Кинувши навчання в університеті, Денніс переїжджає в Лос-Анджелес. Спочатку працював офіціантом і клоуном у парку атракціонів. Почав кінокар'єру в 1975 році, знімаючись в епізодичних ролях.
Після ролі у фільмі  Йдучи у відрив (1979) Денніс привернув увагу кінокритиків, а в 1983 заробив їх визнання за роль астронавта у фільмі «Справжні чоловіки».
У 1984 році Куейд знявся у фантастичному фільмі «Втеча від сну», де головний персонаж — ясновидець намагається вплинути на кошмари президента США. Наступним його фантастичним фільмом стала картина «Ворог мій», знята за однойменною повістю Баррі Лонгіер. На хвилі успіху актор зіграв ще одну роль у картині «Внутрішній космос» режисера Джо Данте. Персонаж Квейда вирушає на підводному батискафі, зменшеному до мікроскопічних розмірів і введеному всередину людини. На зніманні він познайомився з Мег Райан, своєю майбутньою другою дружиною.
Крім знімань у кіно Денніс пише музику і грає в групі «Акули» (англ. The Sharks). Ним була написана музика до трьох фільмів з його участю.
У 2012 році Куейд виконує одну з головних ролей в телесеріалі «Вегас».

## Фільмографія
| Рік       |    | Українська назва                         | Оригінальна назва                        | Роль                             |
| --------- | -- | ---------------------------------------- | ---------------------------------------- | -------------------------------- |
| 1975      | ф  | Божевільна мама                          | Crazy Mama                               | Беллгоп                          |
| 1977      | с  | Баретта                                  | Baretta                                  | Скотт Мартін                     |
| 1977      | ф  | 30 вересня 1955 року                     | September 30, 1955                       | Френк                            |
| 1977      | ф  | Я ніколи не обіцяла вам трояндового саду | I Never Promised You a Rose Garden       | Шарк                             |
| 1978      | тф | Ти в будинку один?                       | Are You in the House Alone?              |                                  |
| 1978      | ф  | Our Winning Season                       | Our Winning Season                       |                                  |
| 1979      | ф  | Йдучи у відрив                           | Breaking Away                            | Майк                             |
| 1980      | ф  | Ті, що скачуть здалеку                   | The Long Riders                          | Ед Міллер                        |
| 1980      | ф  | Ґорп                                     | Gorp                                     | Гроссман                         |
| 1981      | тф | Білл                                     | Bill                                     | Баррі Морроу                     |
| 1981      | ф  | Печерна людина                           | Caveman                                  | Лаа                              |
| 1981      | ф  | Ніч, коли згасли вогні в Джорджії        | The Night the Lights Went Out in Georgia | Тревіс Чайлд                     |
| 1981      | ф  | Всю ніч безперервно                      | All Night Long                           | Фредді Даплер                    |
| 1983      | ф  | Справжні чоловіки                        | The Right Stuff                          | Гордон Купер                     |
| 1983      | ф  | Щелепи 3                                 | Jaws 3-D                                 | Майк Броді                       |
| 1983      | ф  | Tough Enough                             | Tough Enough                             |                                  |
| 1984      | ф  | Втеча від сну                            | Dreamscape                               | Алекс Гарднер                    |
| 1985      | ф  | Ворог мій                                | Enemy Mine                               | Вілліс Девідж                    |
| 1987      | ф  | Внутрішній космос                        | Innerspace                               | Лейтенант Так Пендельтон         |
| 1987      | ф  | Великий кайф                             | The Big Easy                             | Ремі МакСуейн                    |
| 1987      | ф  | Suspect                                  | Suspect                                  |                                  |
| 1988      | ф  | Мертвий після прибуття                   | D.O.A.                                   | професор коледжу Декстер Корнелл |
| 1988      | ф  | Стовідсотковий американець для всіх      | Everybody's All-American                 | Гевін Грей                       |
| 1989      | ф  | Вогненні кулі                            | Great Balls of Fire!                     | Джеррі Лі Льюїс                  |
| 1990      | ф  | Листівки з краю безодні                  | Postcards from the Edge                  | Джек Фолкнер                     |
| 1990      | ф  | Подивися на рай                          | Come See the Paradise                    | Джек МакГанн                     |
| 1993      | ф  | Flesh and Bone                           | Flesh and Bone                           |                                  |
| 1993      | ф  | З життя таємних агентів                  | Undercover Blues                         | Джефферсон «Джеф» Блю            |
| 1993      | ф  | Почище напалму                           | Wilder Napalm                            | Уоллас                           |
| 1994      | ф  | Вайетт Ерп                               | Wyatt Earp                               | Джон Генрі «Док» Холідей         |
| 1994      | ф  | A Century of Cinema                      | A Century of Cinema                      |                                  |
| 1995      | ф  | Привід для розмов                        | Something to Talk About                  | Едді Бішон                       |
| 1996      | ф  | Серце дракона                            | Dragonheart                              | Боуен                            |
| 1997      | ф  | Злочинні зв'язки                         | Gang Related                             | Джо                              |
| 1997      | ф  | Американські гірки                       | Switchback                               | Френк Лекросс                    |
| 1998      | ф  | Спаситель                                | Savior                                   | Джошуа Роуз                      |
| 1998      | ф  | Пастка для батьків                       | The Parent Trap                          |                                  |
| 1998      | ф  | Мінливості любові                        | Playing by Heart                         | Х'ю                              |
| 1999      | ф  | Щонеділі                                 | Any Given Sunday                         | Джек «Кеп» Руні                  |
| 2000      | ф  | Трафік                                   | Traffic                                  | Арні                             |
| 2000      | ф  | Радіохвиля                               | Frequency                                | Френк Салліван                   |
| 2002      | ф  | Далеко від раю                           | Far from Heaven                          | Френк Уітекер                    |
| 2002      | ф  | Новачок                                  | The Rookie                               | Джиммі Морріс                    |
| 2003      | ф  | Диявольський маєток                      | Cold Creek Manor                         | Купер Тільсон                    |
| 2004      | ф  | Післязавтра                              | The Day After Tomorrow                   | Джек Голл                        |
| 2004      | ф  | Форт Аламо (фільм, 2004)                 | The Alamo                                | Сем Г'юстон                      |
| 2004      | ф  | Політ Фенікса                            | Flight of the Phoenix                    | Френк Таунс                      |
| 2004      | ф  | Крута компанія                           | In Good Company                          | Ден Форман                       |
| 2005      | ф  | Твої, мої і наші                         | Yours, Mine and Ours                     | Френк Бірдслі                    |
| 2006      | ф  | Американська мрія                        | American Dreamz                          | президент Стетон                 |
| 2007      | мф | Битва за планету Терра                   | Battle for Terra                         | Ровен (голос)                    |
| 2008      | ф  | Точка обстрілу                           | Vantage Point                            | Томас Барнс                      |
| 2008      | ф  | Розумники                                | Smart People                             | Лоуренс Везерголд                |
| 2008      | ф  | Вершники                                 | Horsemen                                 | Ейдан Бреслін                    |
| 2008      | ф  | Експрес                                  | The Express                              | тренер Бен Швартшвайдер          |
| 2009      | ф  | Пандорум                                 | Pandorum                                 | Пейтон                           |
| 2009      | мс | Губка Боб Квадратні Штани                | SpongeBob SquarePants                    | озвучення                        |
| 2009      | ф  | Джі Ай Джо: Атака Кобри                  | G.I. Joe: The Rise of Cobra              | генерал Клейтон Ебернейті/Яструб |
| 2010      | ф  | Легіон                                   | Legion                                   | Боб Гансон                       |
| 2011      | ф  | Серфер душі                              | Soul Surfer                              | Том Гамільтон                    |
| 2011      | ф  | Footloose                                | Footloose                                |                                  |
| 2011      | ф  | Крізь темряву                            | Beneath the Darkness                     | трунар Еллі                      |
| 2012      | ф  | Чого чекати                              | What to Expect When You're Expecting     | Ремзі                            |
| 2012      | ф  | Слова                                    | The Words                                | Клей Гемонд                      |
| 2012      | ф  | Чоловік нарозхват                        | Playing the Field                        | Карл                             |
| 2012      | ф  | Будь-якою ціною                          | At Any Price                             | Henry Whipple                    |
| 2012—2013 | с  | Вегас                                    | Vegas                                    | Ральф Лемб                       |
| 2013      | ф  | Фільм 43                                 | Movie 43                                 | Чарлі Весслер                    |
| 2015      | ф  | Правда                                   | Truth                                    | полковник Роджер Чарльз          |
| 2017      | ф  | Життя і мета собаки                      | A Dog's Purpose                          | дорослий Ітан                    |
| 2018      | ф  |                                          | I Can Only Imagine                       | Артур Міллард                    |
| 2018      | ф  | Рідня                                    | Kin                                      | Гол Солінські                    |
| 2018      | ф  |                                          | The Pretenders                           | Джо                              |
| 2019      | с  | Щасливого чого завгодно                  | Merry Happy Whatever                     | Дон Квін                         |
| 2019      | ф  |                                          | The Intruder                             | Чарлі Пек                        |
| 2019      | ф  | Подорож хорошого пса                     | A Dog's Journey                          | Ітан Монтгомері                  |
| 2019      | ф  | Мідвей                                   | Midway                                   | віцеадмірал Вільям Голсі         |
| 2019      | с  | Ґоліаф                                   | Goliath (TV series)                      | Вейд Блеквуд                     |
| 2021      | ф  |                                          | Born a Champion                          | Мейсон                           |
| 2022      | мф | Дивний світ                              | Strange World                            | Джегер Клейд (голос)             |
| 2023      | ф  | Бродяги                                  | Strays                                   | у ролі самого себе               |
| 2024      | ф  | Субстанція                               | англ. The Substance                      | Харві                            |
| 2024      | ф  | Рейган                                   | Reagan                                   | Рональд Рейган                   |

## Нагороди та номінації
| Рік  | Нагорода                                | Номінація                                   | Робота             | Результат |
| ---- | --------------------------------------- | ------------------------------------------- | ------------------ | --------- |
| 1987 | Міжнародний кінофестиваль у Вальядоліді | Найкращий актор                             | Великий кайф       | Перемога  |
| 1988 | Незалежний дух                          | Найкраща чоловіча роль                      | Великий кайф       | Перемога  |
| 1989 | Юпітер                                  | Найкращий іноземний актор                   | Великий кайф       | Номінація |
| 2001 | Сатурн                                  | Найкращий актор другого плану               | Радіохвиля         | Номінація |
| 2001 | Гільдія кіноакторів США                 | Найкращий акторський склад                  | Трафік             | Номінація |
| 2002 | Спільнота кінокритиків Нью-Йорка        | Найкращий актор другого плану               | Далеко від раю     | Перемога  |
| 2002 | Асоціація кінокритиків Торонто          | Найкращий актор другого плану               | Далеко від раю     | Номінація |
| 2003 | Асоціація кінокритиків Чикаго           | Найкращий актор другого плану               | Далеко від раю     | Перемога  |
| 2003 | Gold Derby Awards                       | Найкращий актор другого плану               | Далеко від раю     | Номінація |
| 2003 | Золотий глобус                          | Найкращий актор — Кінофільм                 | Далеко від раю     | Номінація |
| 2003 | Незалежний дух                          | Найкращий актор другого плану               | Далеко від раю     | Перемога  |
| 2003 | Спільнота інтернет-кінокритиків         | Найкращий актор другого плану               | Далеко від раю     | Перемога  |
| 2003 | Супутник                                | Найкращий актор — Кінофільм                 | Далеко від раю     | Номінація |
| 2003 | Гільдія кіноакторів США                 | Найкращий актор у телефільмі чи мінісеріалі | Далеко від раю     | Номінація |
| 2003 | Спільнота кінокритиків Ванкувера        | Найкращий актор другого плану               | Далеко від раю     | Номінація |
| 2011 | Золотий глобус                          | Найкращий актор у мінісеріалі чи телефільмі | Особливі відносини | Номінація |
| 2011 | Гільдія кіноакторів США                 | Найкращий актор у телефільмі чи мінісеріалі | Особливі відносини | Номінація |
| 2010 | Прайм-тайм премія «Еммі»                | Найкращий актор у мінісеріалі чи фільмі     | Особливі відносини | Номінація |
| 2010 | Супутник                                | Найкращий актор у мінісеріалі чи телефільмі | Особливі відносини | Номінація |
| 2016 | Спільнота кінокритиків Г'юстона         | За життєві досягнення                       | N/A                | Перемога  |